# Polymixis trisignata
Polymixis trisignata is een vlinder uit de familie uilen (Noctuidae). De wetenschappelijke naam is voor het eerst geldig gepubliceerd in 1847 door Menetries.
De soort komt voor in Europa.